# Konrád János (labdarúgó)
Konrád János (Hercegszentmárton, 1946. augusztus 22. – 2021. június 13. vagy előtte) válogatott labdarúgó, hátvéd.

## Pályafutása

### A válogatottban
1970-ben öt alkalommal szerepelt a válogatottban. Négyszeres ifjúsági válogatott (1964–65), ötszörös utánpótlás válogatott (1967–68), egyszeres B-válogatott (1968), háromszoros egyéb válogatott (1969).

## Sikerei, díjai
- Magyar bajnokság
  - 6.: 1968, 1969

## Statisztika

### Mérkőzései a válogatottban
| Magyarország | Magyarország         | Magyarország             | Magyarország | Magyarország | Magyarország  | Magyarország | Magyarország | Magyarország |
| #            | Dátum                | Helyszín                 | Hazai        | Eredmény     | Vendég        | Kiírás       | Gólok        | Esemény      |
| ------------ | -------------------- | ------------------------ | ------------ | ------------ | ------------- | ------------ | ------------ | ------------ |
| 1.           | 1970. május 2.       | Budapest, Népstadion     | Magyarország | 2 – 0        | Lengyelország | barátságos   | -            |              |
| 2.           | 1970. május 16.      | Budapest, Népstadion     | Magyarország | 1 – 2        | Svédország    | barátságos   | -            |              |
| 3.           | 1970. szeptember 9.  | Nürnberg, Frankenstadion | NSZK         | 3 – 1        | Magyarország  | barátságos   | -            |              |
| 4.           | 1970. szeptember 27. | Budapest, Népstadion     | Magyarország | 1 – 1        | Ausztria      | barátságos   | -            | 46'          |
| 5.           | 1970. november 15.   | Bázel, St. Jakob stadion | Svájc        | 0 – 1        | Magyarország  | barátságos   | -            |              |
|              | Összesen             |                          |              | 5            | mérkőzés      |              | 0            | gól          |